# Wiltingen
Wiltingen település Németországban, Rajna-vidék-Pfalz tartományban. Lakosainak száma 1401 fő (2023. december 31.).

## Népesség
A település népességének változása:
| Lakosok száma | 1337 | 1424 | 1411 | 1390 | 1409 | 1401 |
|               | 1975 | 2017 | 2019 | 2021 | 2022 | 2023 |